# Virus de la grippe A (H2N3)
Espèce
Classification phylogénétique
- Espèce : virus de la grippe A
  - sous-type H1N1
  - sous-type H1N2
  - sous-type H2N2
  - sous-type H2N3
  - sous-type H3N1
  - sous-type H3N2
  - sous-type H3N8
  - sous-type H5N1
  - sous-type H5N2
  - sous-type H5N3
  - sous-type H5N6
  - sous-type H5N8
  - sous-type H5N9
  - sous-type H6N1
  - sous-type H6N2
  - sous-type H7N1
  - sous-type H7N2
  - sous-type H7N3
  - sous-type H7N4
  - sous-type H7N7
  - sous-type H7N9
  - sous-type H9N2
  - sous-type H10N7

Le sous-type H2N3 du virus de la grippe A fait référence aux types de deux antigènes présents à la surface du virus : l'hémagglutinine de type 2 et la neuraminidase de type 3. Le virus de la grippe A est un virus à ARN monocaténaire de polarité négative à génome segmenté (8 segments) qui appartient au genre Alphainfluenzavirus de la famille des Orthomyxoviridae. Le sous-type H2N3 est susceptible d'infecter les oiseaux et les mammifères.

## Historique
Le virus de la grippe H2N3 fut isolé à partir de porcs malades aux États-Unis en 2006.
Au début de 2007, il fut isolé à partir d'un canard et un poulet dans deux troupeaux de volailles séparées dans l'Ohio.

## Vue d'ensemble
Selon une recherche publiée par le US National Institutes of Health, le virus H2N3 est pathogène pour certains mammifères sans adaptation préalable et se transmet chez les porcs et les furets.
Ce virus représente un réassortiment entre des virus aviaires (H2, les gènes N3 et PA) et les virus de la grippe porcine. L'adaptation, l'hémagglutinine H2 dérivant d'un virus aviaire, comprend la capacité de se lier au récepteur de mammifères, une condition préalable importante pour l'infection de mammifères, en particulier chez l'homme, ce qui pose un gros problème pour la santé publique.
Par rapport au sous-type H2N2, le sous-type H2N3 est plus pathogène causant une pneumonie sévère chez les primates non humains. Les deux virus se reproduisent dans l'ensemble des voies respiratoires, mais seulement H2N3 a pu être isolé à partir de tissus pulmonaires six jours après l'infection. Tous les animaux ont éliminé l'infection d'H2N3 alors que les macaques infectés présentaient encore des changements pathologiques indicatifs de pneumonie chronique à 14 jours après l'infection. L'H2N3 a également été détecté à des concentrations significativement plus élevées dans les écouvillons nasaux et oraux indiquant le potentiel de transmission d'animal à animal. Les chercheurs ont conclu que les virus H2N3 représente une menace pour les humains car ils ont le potentiel de causer une épidémie de grande ampleur dans une population non immune ou partiellement immunisée.